# 澳門空氣污染
澳門的空氣污染是澳門特別行政區面臨的嚴重環境問題，對居民健康與生活品質造成顯著影響。
澳門作為高度城市化的地區，其空氣污染主要來源包括本地發電廠、交通工具排放，以及來自珠江三角洲地區的區域性污染。這些污染源導致空氣中的懸浮粒子（如PM2.5）、二氧化硫等污染物濃度超標，遠高於世界衛生組織（WHO）的建議標準。
二氧化硫是污染物其中之一。
由氣象局提供的過去1小時空氣污染物濃度。 

## 另見
- 中國霧霾事件
- 臺灣空氣污染